# Amantadin
Amantadin är en organisk förening som är ett derivat av adamantan med en extra aminogrupp. Det har formeln C10H15NH2.

## Framställning
Amantadin framställs genom att adamantan behandlas med brom (Br2) eller salpetersyra (HNO3) för att skapa en bromid- eller nitro-ester som sedan får reagera med acetonitril för att bilda en acetamid. Den behandles till sist med natriumhydroxid (NaOH) för att bilda Amantadin.

## Användning
Amantadin används mot Influensavirus typ A och för behandling av Parkinsons sjukdom.